# La Balme-d'Épy
La Balme-d'Épy är en kommun i departementet Jura i regionen Bourgogne-Franche-Comté i östra Frankrike. Kommunen ligger i kantonen Saint-Julien som tillhör arrondissementet Lons-le-Saunier. År 2018 hade La Balme-d'Épy 52 invånare.

## Befolkningsutveckling
Antalet invånare i kommunen La Balme-d'Épy
Referens:INSEE